# Rhadinella anachoreta
Rhadinella anachoreta là một loài rắn trong họ Rắn nước. Loài này được Smith & Campbell miêu tả khoa học đầu tiên năm 1994.